# Айдарлинський сільський округ (Карасуський район)
Айдарли́нський сільський округ (каз. Айдарлы ауылдық округі, рос. Айдарлинский сельский округ) — адміністративна одиниця у складі Карасуського району Костанайської області Казахстану. Адміністративний центр — село Айдарли.
Населення — 1158 осіб (2021; 1750 у 2009, 2609 у 1999, 3926 у 1989).
Станом на 1989 рік існували Айдарлінська сільська рада (села Айдарлінське, Дружба), Герценська сільська рада (селище Герцена) та Степна сільська рада (село Тюнтюгур, селище Степний) колишнього Октябрського району, з 1993 року — Айдарлинський сільський округ, Герценська сільська адміністрація та Степнівська сільська адміністрація. Станом на 1999 рік село Тюнтюгур перебувало у складі Желєзнодорожного сільського округу. 2010 року до складу округу була включена територія ліквідованої Степнівської сільської адмініцстрації.

## Склад
До складу округу входять такі населені пункти:
| Населений пункт | Старі назви  | Населення, осіб (1989) | Населення, осіб (1999) | Населення, осіб (2009) | Населення, осіб (2021) |
| --------------- | ------------ | ---------------------- | ---------------------- | ---------------------- | ---------------------- |
| Айдарли, село   | Айдарлінське | 1230                   | 909                    | 723                    | 501                    |
| Герцено, село   | Герцена      | 1168                   | 501                    | 316                    | 249                    |
| Дружба, село    | -            | 275                    | 280                    | 278                    | 101                    |
| Степне, село    | Степний      | 1253                   | 919                    | 433                    | 307                    |